# Mahaplag
Mahaplag ist eine philippinische Stadtgemeinde in der Provinz Leyte. Sie hat 27.823 Einwohner (Zensus 1. August 2015).

## Baranggays
Mahaplag ist politisch in 28 Baranggays unterteilt.
| - Campin - Cuatro De Agosto - Hilusig - Himamara - Hinaguimitan - Liberacion - Mabuhay - Mabunga - Magsuganao - Mahayag - Mahayahay - Malinao - Malipoon - Palañogan | - Paril - Pinamonoan - Poblacion - Polahongon - San Isidro - San Juan - Santa Cruz - Tagaytay - Uguis - Union - Upper Mahaplag - Hiluctogan - Maligaya - Santo Niño |